# Lanercost Priory
Lanercost Priory je ustanovil Robert de Vaux med letoma 1165 in 1174, najverjetneje leta 1169, da bi gostil avguštinske kanonike. Samostan je v vasi Lanercost v Cumbriji v Angliji, v bližini gradu Naworth, s katerim je imel tesne povezave. Lanercost Chronicle, zgodovino Anglije in vojn za škotsko neodvisnost iz 13. stoletja, so sestavili menihi samostana.
Zdaj je odprta za javnost in pod skrbništvom angleške dediščine.

## Zgodnja leta
Datum ustanovitve je bil tradicionalno 1169, vendar ga je na podlagi listin mogoče zagotovo datirati le med 1165 in 1174. Posvetitev je Mariji Magdaleni, neobičajno v regiji.
Zdi se, da so bili dogovori za ustanovitev priorata v času ustanovne listine precej napredovali, v nasprotju s postopnejšim procesom v prioratih Wetheral in St Bees. Robert de Vaux je dal deželo Lanercost »med starodavnim obzidjem in Irthingom ter med Burthom in Poltrosom, vill of Walton v določenih mejah, cerkev tega vill s kapelo 'Treverman', cerkve Irthington, Brampton, Carlaton in Farlam«. Ustanovna listina navaja, da je bila dobrotnost opravljena v dobro Henrika II. in za zdravje duš njegovega očeta Huberta in njegove matere Grace.
Kmalu po ustanovitvi hiše je Robert de Vaux podelil kanonikom pravico svobodne volitve, tako da je bil ob smrti priorja na njegovo mesto izvoljen tisti, na katerega je padla izbira kanonikov ali večine njih.
Večina cerkvene stavbe je iz poznega 13. stoletja, čeprav obstajajo dokazi o zgodnejših delih. Stavbe priorata so bile vsaj delno zgrajene iz kamnov, pridobljenih iz Hadrijanovega zidu, vključno s številnimi rimskimi napisi, ki so bili vgrajeni v njegovo strukturo.ref>Richard Hingley, (2012), Hadrian's Wall: A Life, pages 56–7. Oxford University Press. ISBN 0199641412</ref>

## Obiskovalci in napadalci
Bližina Škotske je neizogibno vplivala na usodo župnije in bila je tarča napadov Škotov v maščevanje za angleške napade. To je postalo akutno po izbruhu vojn za škotsko neodvisnost. Leta 1296 se je škotska vojska utaborila pri Lanercostu, potem ko je požgala samostan Hexham in samostan Lambley. Škoti so bili prekinjeni, preden je škoda lahko postala velika, in so se umaknili skozi Nicolforest, pri čemer so požgali nekaj hiš samostana, ne pa tudi cerkve. Podobna plenjenja pod Wallaceom so se nadaljevala naslednje leto in privedla do pozivov Angležev k povračilnim ukrepom.
Edvard I. Angleški je v zadnjem delu svojega vladanja večkrat obiskal samostan. Jeseni 1280 je obiskal v družbi kraljice Eleanor na poti v Newcastle. Kanoniki so ga pričakali pri vratih v svojih copah in čeprav je ostal le nekaj dni, je med lovom v gozdu Inglewood našel čas, da je ujel 200 jelenov in košut. Leta 1300 se je Edvard na poti na obleganje gradu Caerlaverock za kratek čas zadržal v Lanercostu.
Edvardov zadnji obisk je bil leta 1306, ko je zaradi starosti in bolezni potoval v konjskem leglu in ga je spremljala kraljica Margareta, njegova druga žena. Prispel je na miklavževanje in bivanje se je podaljšalo do naslednje velike noči, kar je trajalo 6 mesecev, kar je močno obremenilo sredstva župnije. Medtem ko je bil Edvard v Lanercostu, so bili bratje Roberta de Brusa in drugi škotski ujetniki po njegovem ukazu poslani v Carlisle na usmrtitev.
Ta zadnji kraljevi obisk je izčrpal zaloge župnišča in kanoniki so ga prosili za povračilo, vendar je posel o nakupu cerkve v Hautwyselle, vreden približno 100 mark na leto, propadel. Vendar je kralj odobril prilastitev cerkva Mitford v Northumberlandu in Carlatton v Cumberlandu za pomoč samostanu. V pismu papežu je Edvard svoje razloge za radodarnost navedel med posebno predanostjo, ki jo je čutil do svete Marije Magdalene, dolgo bivanje zaradi bolezni in poravnavo škode, ki so jo povzročili Škoti. Edward je umrl kmalu zatem v Burgh by Sands julija 1307, medtem ko je še vedno bojeval proti Škotom.
Avgusta 1311 je Robert Bruce, škotski kralj, prišel s svojo vojsko in ga postavil za svoj štab za tri dni, »zagrešil neskončno zlo« in zaprl nekaj kanonikov, čeprav jih je kasneje izpustil. Nasprotno pa je leta 1328 ob izpolnjevanju pogodbe med Bruceom in Edvardom III. prišlo do medsebojne izmenjave dobrih storitev med prioratom Lanercost in opatijo Kelso v zvezi z njunimi skupnimi prihodki iz cerkve Lazonby. Kasneje, leta 1346, je David II. pretresel samostanske stavbe in oskrunil cerkev. Pravkar po strmoglavljenju Liddela je »prevzetno vstopil v svetišče, vrgel posode iz templja, ukradel zaklade, razbil vrata, vzel dragulje in uničil vse, kar jim je padlo v roke«. Še leta 1386 so Škoti ujeli enega od priorjev in ga odkupili za fiksno vsoto denarja in štirideset četrtin koruze.
Usoda priorata je bila povezana z vojnim stanjem in vpadi na mejo. Samostan je bil pred izbruhom osamosvojitvene vojne leta 1296 v razmeroma bogatih razmerah, letni prihodek hiše pa je bil vrnjen v višini £74 12s 6d v cenitvi leta 1291 papeža Nikolaja IV. Toda do obdavčitve leta 1318 je vrednost padla skoraj na nič.

## Župnijska cerkev
Samostan Lanercost je leta 1538 razpustil Henrik VIII. Angleški, samostanskim stavbam pa so odvzeli strehe, razen cerkvene stavbe, ki se je še naprej uporabljala kot župnijska cerkev. V poznem 17. stoletju, ko je ladja propadala, je kongregacija uporabljala le severno ladjo, ki je bila na novo prekrita.
Leta 1747 je bila ladja ponovno pokrita, toda do leta 1847 je bil samostan v slabem stanju do te mere, da se je zrušila vzhodna streha. Vendar pa je bila do leta 1849 cerkev spet v uporabi po večji obnovi, ki jo je izvedel Anthony Salvin. V 1870-ih je arhitekt Carlisle C. J. Ferguson obnovil.
Ob razpadu je lastništvo prešlo na družino Dacre, nato pa v začetku 18. stoletja na Howardove. Leta 1929 so ruševine samostana prešle v javno last, danes pa jih upravlja English Heritage.

## Arhitektura
Glavna ladja ima stransko ladjo na severu, a veliko steno na jugu brez ladje, kjer se naslanja na križni hodnik. Impresivni porušeni kor in križišče ok. 1220–1230 so dobro ohranjeni; visoka kot napušč, zahtevala pa bi le povrnitev strehe in oken v prvotno stanje. Najstarejši zid je v južnem transeptu in je iz poznega 12. stoletja. Križni hodnik in samostanske stavbe so bile večinoma razstavljene, razen zahodnega območja, ki ga je v 16. stoletju sir Thomas Dacre spremenil v hišo. Kip svete Marije Magdalene, ki ga je podaril kralj Edvard I., še vedno živi v niši visoko na zahodnem pročelju. Dosal – izvezen stenski obešalnik – ki ga je oblikoval William Morris leta 1881, je bil restavriran, preden so ga v letih 2013–2014 ponovno obesili za priorskim oltarjem.

## Spominska obeležja
Samostan ima nenavadno srednjeveško kamnito rezbarijo, imenovano Lanercostov križ, z napisom iz leta 1214. Prvotno je bil križ postavljen tik pred vhodom v cerkev. Danes je škrbina križa ohranjena, glavni jašek pa je v samostanu. Na cerkvenem dvorišču je grobnica Thomasa Addisona, znanstvenika in zdravnika. V ladji je spomenik prečastitemu Henryju Whiteheadu, nekdanjemu vikarju Lanercosta, ki je najbolj znan po svojem pionirskem epidemiološkem delu z Johnom Snowom o koleri.
Humphrey Dacre, 1. baron Dacre, in njegova vdova Mabel sta bila oba pokopana v samostanu v 15. stoletju, kakor tudi Thomas Dacre, 2. baron Dacre.